# Chrysobothris guineensis
Chrysobothris guineensis es una especie de escarabajo del género Chrysobothris, familia Buprestidae. Fue descrita científicamente por Obenberger en 1940.